# José Casado Ferreiro
José Casado Ferreiro (Mugardos,  15 de noviembre de 1867 - Ferrol,  21 de julio de 1915) fue un militar de la Armada Española que alcanzó el grado de Contramaestre.

## Carrera y muerte
Ingresó en la Armada como Marinero Aprendiz en 1884. Obtuvo la graduación de Tercer Contramaestre en junio de 1898 y la de Segundo en julio de 1909. Desde su ingreso en 1884 hasta su retiro en 1910, estuvo embarcado en 18 buques de todos los tipos, navegando casi siempre, por los mares de Europa, América y África. Se distinguió por el naufragio del Crucero protegido de 2.ª Clase Cristóbal Colón, mandando uno de los botes de salvamento.
Más tarde su comportamiento en el combate naval de Santiago de Cuba le conquistó un nombre imperecedero, salvando en circunstancias sumamente dramáticas y heroicas al Cabo de Mar Ricardo Bellas, que con once heridas apareció en el portalón del crucero destruido Infanta María Teresa, pidiendo socorro. Casado, ya a salvo; abandonó la playa en la que estaba, después de recomendar a sus hijos, por si moría, y se lanzó al agua a salvar a aquel compañero.
En el año 1909 asistió en Marruecos a varios bombardeos y operaciones de guerra de Melilla. Estaba en posesión de la Cruz Roja al Mérito Naval. El 26 de julio de 1911 su quebrantada salud y la precisión de acudir a necesidades familiares le hicieron pedir el retiro, que le fue otorgado, entrando poco tiempo después al servicio de la Sociedad Española de Construcción Naval en Ferrol.
El 20 de julio de 1915, con ocasión de entrar en dique el acorazado España, le saltó una estacha, que alcanzó en la pierna a Casado, derribándolo en tierra, produciéndole la rotura del cráneo y, unas horas después, la muerte. En la actualidad existe un buque con su nombre, el A-01.